# Alejo Filantropeno
Alejo Ducas Filantropeno (en griego: Ἀλέξιος Δούκας Φιλανθρωπηνός) fue un aristócrata y notable general bizantino. Pariente de la dinastía gobernante de los Paleólogos, fue nombrado comandante en jefe en Asia Menor en 1293 y durante un tiempo restableció la posición bizantina allí, consiguiendo algunos de los últimos éxitos bizantinos contra los emiratos turcos. En 1295 se rebeló contra Andrónico II Paleólogo, pero fue traicionado y cegado. Nada se sabe de él hasta 1323, cuando fue indultado por Andrónico II y enviado nuevamente contra los turcos, ayudando en el asedio de Filadelfia, supuestamente por su sola aparición. Luego fue nombrado brevemente gobernador de Lesbos en 1328, y nuevamente en 1336, cuando recuperó la capital de la isla del dominio latino. Gobernó la isla a partir de entonces, probablemente hasta su muerte en la década de 1340.

## Biografía

### Primeros años y familia
Nació alrededor de 1270 como el segundo hijo del protovestiario (responsable del guardarropa) y megadoméstico (comandante en jefe) Miguel Tarcaniota. Su madre, María, perteneció a la familia noble de los Filantropenos, que ascendió en importancia en la última mitad del siglo XIII. Era la hija del protostrator (lugarteniente del megadoméstico) y megaduque (almirante en jefe de la armada) de Alejo Ducas Filantropeno. Por parte de su padre, Alejo también estaba estrechamente relacionado con la familia imperial de los Paleólogos, a través de su abuela, Marta Paleóloga, una hermana del emperador Miguel VIII Paleólogo. Alejo se casó con Teodora Acropolitissa, hija de Constantino Acropolita y nieta del historiador Jorge Acropolita. Tuvieron un hijo, Miguel Filantropeno, que también fue nombrado general.

### Primer mando en Asia y rebelión
El tío de Alejo, el emperador Andrónico II Paleólogo, se interesó activamente en la defensa de las posesiones de Anatolia del Imperio bizantino contra los invasores turcos a principios de la década de 1290: con la esperanza de restablecer los acritas, estableció refugiados de Creta en las colonias militares a lo largo de la frontera y nombró a Alejo como duque del thema Tracesiano, otorgándole el título de pinkernes.
Alejo comandaba todas las posesiones bizantinas en  Asia, excepto la costa jónica, pero su principal área de responsabilidad era el interior del antiguo thema Tracesiano, que comprendía las partes sudorientales de la Anatolia bizantina. Un cierto Libadario le sustituyó en las provincias del norte (Neokastra). Durante los siguientes dos años, Alejo logró varias victorias: derrotó a los turcos de Misia en Paleócastro y los obligó a reconocer el dominio bizantino, y luego se trasladó al sur. Con su base en Ninfeo, recorrió el valle del río Meandro, logrando detener las incursiones turcas y avanzó hacia el beylicato de Menteşe, recapturando la fortaleza de Melanudio, la ciudad de Hierón, y libró a Mileto del tributo que pagaban a los turcos. Muchos turcos, huyendo de la presión mongola, se unieron a su ejército, y se hicieron tantos prisioneros durante sus campañas, que el monje y erudito Maximus Planudes, amigo de Alejo, escribió que «una oveja era más cara de comprar que un prisionero musulmán». Sus éxitos lo hicieron popular entre la población local, que supuestamente comenzaron a sugerir que fuera emperador. Al principio, Filantropeno se negó a prestarles atención e incluso pidió a Andrónico ser transferido lejos de Anatolia, pero fue en vano. A mediados de 1294, el emperador ordenó a Filantropeno que transfiriera la región de Lidia al control de Libadario. En el verano de 1295, mientras Filantropeno estaba en Trales, un general turco llamado Carman aprovechó la oportunidad para lanzar un ataque contra Priene, pero fue repelido con grandes pérdidas, y las tropas de Filantropeno recuperaron Hierón.
En este punto, en el otoño de 1295, Alejo se sublevó contra Andrónico. Las circunstancias exactas y las razones de este movimiento son desconocidas, pero la revuelta fue alimentada por el descontento de las provincias asiáticas por la alta tributación y lo que muchos percibieron como el descuido de la defensa de Asia por los Paleólogos. Su rebelión sin duda contó con el apoyo del pueblo: como cuenta Jorge Paquimeres, «en los monasterios [..], el nombre del emperador ya no se conmemoraba, sino solo el de Filantropeno». En Éfeso, Alejo hizo arrestar a Teodoro Paleólogo, el hermano del emperador, pero no logró obtener el apoyo de todos los gobernadores provinciales; Libadario, en particular, quien también era el suegro de Teodoro, permaneció leal a Andrónico. Las negociaciones comenzaron, con Andrónico ofreciendo a Alejo el título de César para calmarlo en un falso sentimiento de seguridad, mientras se preparaba para deshacerse de él. Alrededor de la Navidad, Libadario convenció a algunos soldados cretenses para capturar a Alejo y luego cegarlo, un castigo generalmente aplicado a los rebeldes.

### Rehabilitación y rescate de Filadelfia
Alejo fue reemplazado como comandante por Juan Tarcaniota, primo hermano de Andrónico II, y desapareció de la escena durante treinta años. Sus sucesores demostraron ser muy inferiores, y en 1323, las posesiones bizantinas en Asia se habían reducido considerablemente. En ese momento, el patriarca Isaías instó a Andrónico a que llamase al viejo general. Un desesperado Andrónico aceptó y perdonó a Alejo en 1324. A Alejo se le encargó aliviar al enclaustramiento aislado de Filadelfia, que había estado bajo asedio durante mucho tiempo y estaba a punto de caer. No se le dio ningún ejército, pero, según los cronistas bizantinos, la mera noticia del acercamiento de Alejo, y el respeto que los turcos le tenían, fue suficiente para levantar el sitio. Alejo fue nombrado gobernador de la ciudad, cargo que retuvo hasta 1327.

### Gobernador de Lesbos
Filantropeno permaneció en Filadelfia hasta 1326, posiblemente también en 1327, pero parece que luego fue nombrado gobernador de la isla bizantina de importancia estratégica de Lesbos, ya que fue expulsado del mismo cargo en 1328 por Andrónico III Paleólogo.
En 1335, Lesbos fue capturado por un ejército latino bajo el señor genovés de Focea, Domenico Cattaneo, y Andrónico III levantó una flota de 83 barcos para recuperar la isla, que llegó en junio de 1336. La flota desembarcó un ejército, dirigido por Alejo Filantropeno, que rápidamente aseguró toda la isla a excepción de la capital, Mitilene. Filantropeno contrarrestó la fuerte guarnición de 500 mercenarios latinos induciéndolos, grupo por grupo, a que se le acercaran. El asedio duró hasta noviembre, cuando Domenico capituló, devolviendo a Lesbos y Focea al imperio. Al año siguiente, Filantropeno pudo frustrar un ataque turco en la isla sobornando a los turcos. Exuberantemente elogiado por contemporáneos como Nicéforo Grégoras como el «Belisario de la época de los Paleólogos», Alejo Filantropeno fue dejado por Andrónico III como gobernador de la isla, donde vivió hasta su muerte, que ocurrió probablemente en la década de 1340.

## Ancestros
| \| \| \| \| \| \| \| \| \| \| \| \| \| \| \| \| \| \| \| \| 4. Nicéforo Tarcaniota \| \| \| \| \| \| \| \| \| \| \| \| \| \| \| \| \| \| \| \| \| \| \| \| \| \| \| \| \| \| \| \| \| \| \| \| \| \| \| \| \| \| \| \| \| \| \| \| \| \| \| \| \| \| 2. Miguel Tarcaniota \| \| \| \| \| \| \| \| \| \| \| \| \| \| \| \| \| \| \| \| \| \| \| \| \| \| \| \| \| \| \| \| \| \| \| \| \| \| \| \| \| \| \| \| \| \| \| \| \| \| \| \| \| \| 20. Alejo Ducas Paleólogo \| \| \| \| \| \| \| \| \| \| \| \| \| \| \| \| \| \| \| \| \| \| \| \| \| \| \| \| \| \| \| \| \| \| \| \| \| \| \| \| \| \| \| \| \| \| \| \| \| \| \| \| \| \| 10. Andrónico Paleólogo \| \| \| \| \| \| \| \| \| \| \| \| \| \| \| \| \| \| \| \| \| \| \| \| \| \| \| \| \| \| \| \| \| \| \| \| \| \| \| \| \| \| \| \| \| \| \| \| \| \| \| \| \| \| 21. Irene Comnena \| \| \| \| \| \| \| \| \| \| \| \| \| \| \| \| \| \| \| \| \| \| \| \| \| \| \| \| \| \| \| \| \| \| \| \| \| \| \| \| \| \| \| \| \| \| \| \| \| \| \| \| \| \| 5. Marta Paleóloga \| \| \| \| \| \| \| \| \| \| \| \| \| \| \| \| \| \| \| \| \| \| \| \| \| \| \| \| \| \| \| \| \| \| \| \| \| \| \| \| \| \| \| \| \| \| \| \| \| \| \| \| \| \| 22. Alejo Paleólogo \| \| \| \| \| \| \| \| \| \| \| \| \| \| \| \| \| \| \| \| \| \| \| \| \| \| \| \| \| \| \| \| \| \| \| \| \| \| \| \| \| \| \| \| \| \| \| \| \| \| \| \| \| \| 11. Teodora Angelina Paleóloga \| \| \| \| \| \| \| \| \| \| \| \| \| \| \| \| \| \| \| \| \| \| \| \| \| \| \| \| \| \| \| \| \| \| \| \| \| \| \| \| \| \| \| \| \| \| \| \| \| \| \| \| \| \| 23. Irene Comnena Angelina \| \| \| \| \| \| \| \| \| \| \| \| \| \| \| \| \| \| \| \| \| \| \| \| \| \| \| \| \| \| \| \| \| \| \| \| \| \| \| \| \| \| \| \| \| \| \| \| \| \| \| \| \| \| 1. Alejo Filantropeno \| \| \| \| \| \| \| \| \| \| \| \| \| \| \| \| \| \| \| \| \| \| \| \| \| \| \| \| \| \| \| \| \| \| \| \| \| \| \| \| \| \| \| \| \| \| \| \| \| \| \| \| \| \| 6. Alejo Ducas Filantropeno \| \| \| \| \| \| \| \| \| \| \| \| \| \| \| \| \| \| \| \| \| \| \| \| \| \| \| \| \| \| \| \| \| \| \| \| \| \| \| \| \| \| \| \| \| \| \| \| \| \| \| \| \| \| 3. María Filantropena \| \| \| \| \| \| \| \| \| \| \| \| \| \| \| \| \| \| \| \| \| \| \| \| \| \| \| \| \| \| \| \| \| \| \| \| \| \| \| \| \| \| \| \| \| \| \| \| \| \| \| \| |                                |  |  |  |  |  |  |  |  |  |  |  |  |  |  |  |
| |                                |  |  |  |  |  |  |  |  |  |  |  |  |  |  |  |
| | 4. Nicéforo Tarcaniota         |  |  |  |  |  |  |  |  |  |  |  |  |  |  |  |
| |                                |  |  |  |  |  |  |  |  |  |  |  |  |  |  |  |
| |                                |  |  |  |  |  |  |  |  |  |  |  |  |  |  |  |
| | 2. Miguel Tarcaniota           |  |  |  |  |  |  |  |  |  |  |  |  |  |  |  |
| |                                |  |  |  |  |  |  |  |  |  |  |  |  |  |  |  |
| |                                |  |  |  |  |  |  |  |  |  |  |  |  |  |  |  |
| | 20. Alejo Ducas Paleólogo      |  |  |  |  |  |  |  |  |  |  |  |  |  |  |  |
| |                                |  |  |  |  |  |  |  |  |  |  |  |  |  |  |  |
| |                                |  |  |  |  |  |  |  |  |  |  |  |  |  |  |  |
| | 10. Andrónico Paleólogo        |  |  |  |  |  |  |  |  |  |  |  |  |  |  |  |
| |                                |  |  |  |  |  |  |  |  |  |  |  |  |  |  |  |
| |                                |  |  |  |  |  |  |  |  |  |  |  |  |  |  |  |
| | 21. Irene Comnena              |  |  |  |  |  |  |  |  |  |  |  |  |  |  |  |
| |                                |  |  |  |  |  |  |  |  |  |  |  |  |  |  |  |
| |                                |  |  |  |  |  |  |  |  |  |  |  |  |  |  |  |
| | 5. Marta Paleóloga             |  |  |  |  |  |  |  |  |  |  |  |  |  |  |  |
| |                                |  |  |  |  |  |  |  |  |  |  |  |  |  |  |  |
| |                                |  |  |  |  |  |  |  |  |  |  |  |  |  |  |  |
| | 22. Alejo Paleólogo            |  |  |  |  |  |  |  |  |  |  |  |  |  |  |  |
| |                                |  |  |  |  |  |  |  |  |  |  |  |  |  |  |  |
| |                                |  |  |  |  |  |  |  |  |  |  |  |  |  |  |  |
| | 11. Teodora Angelina Paleóloga |  |  |  |  |  |  |  |  |  |  |  |  |  |  |  |
| |                                |  |  |  |  |  |  |  |  |  |  |  |  |  |  |  |
| |                                |  |  |  |  |  |  |  |  |  |  |  |  |  |  |  |
| | 23. Irene Comnena Angelina     |  |  |  |  |  |  |  |  |  |  |  |  |  |  |  |
| |                                |  |  |  |  |  |  |  |  |  |  |  |  |  |  |  |
| |                                |  |  |  |  |  |  |  |  |  |  |  |  |  |  |  |
| | 1. Alejo Filantropeno          |  |  |  |  |  |  |  |  |  |  |  |  |  |  |  |
| |                                |  |  |  |  |  |  |  |  |  |  |  |  |  |  |  |
| |                                |  |  |  |  |  |  |  |  |  |  |  |  |  |  |  |
| | 6. Alejo Ducas Filantropeno    |  |  |  |  |  |  |  |  |  |  |  |  |  |  |  |
| |                                |  |  |  |  |  |  |  |  |  |  |  |  |  |  |  |
| |                                |  |  |  |  |  |  |  |  |  |  |  |  |  |  |  |
| | 3. María Filantropena          |  |  |  |  |  |  |  |  |  |  |  |  |  |  |  |
| |                                |  |  |  |  |  |  |  |  |  |  |  |  |  |  |  |
| |                                |  |  |  |  |  |  |  |  |  |  |  |  |  |  |  |